# Project Zomboid
Project Zomboid è un videogioco survival horror isometrico open world in sviluppo dallo sviluppatore indipendente britannico e canadese The Indie Stone. Il gioco è ambientato in una contea del Kentucky infestata da zombi in cui il giocatore è sfidato a sopravvivere il più a lungo possibile prima di inevitabilmente morire. È stato uno dei primi cinque giochi distribuiti nella sezione di finanziamento alpha del portale di giochi Desura.
Nel 2011, The Indie Stone è stata oggetto di furto di due laptop contenenti il codice del gioco causando il blocco del lavoro dei programmatori. Da allora, Project Zomboid è apparso su Steam Early Access e continua lo sviluppo fino ad oggi. Project Zomboid è il primo gioco commercializzato da The Indie Stone.

## Sviluppo
Nel dicembre 2021 viene pubblicata la versione stabile Build 41 che include animazioni e revisioni del combattimento, nuovo audio e musica, la città di Louisville, KY, e il multiplayer rinnovato da General Arcade.
Lo sviluppo è poi proseguito con la Build 42, ancora in fase di testing, che introduce un sistema di crafting ampliato, una simulazione ecologica avanzata, la gestione dinamica delle risorse, nonché miglioramenti alla persistenza degli oggetti e al comparto multiplayer.